# Якобсен, Николай Бредаль
Николай Бредаль Якобсен (дат. Nikolaj Bredahl Jacobsen; род. 22 ноября 1971 года, Виборг) — датский гандболист и тренер, игравший на позиции левого крайнего. Выступал за немецкие клубы «Байер», «Киль», а также датские клубы «ГОГ Гудме», «Виборг», «Бьеррингбро-Силькеборг» и за сборную Дании. С 2014 по 2019 год являлся главным тренером немецкого клуба «Райн-Неккар Лёвен». С 2017 года возглавляет сборную Дании, которую привёл к первой в истории победе на чемпионате мира в 2019 году, повторил результат на чемпионате мира 2021.

## Карьера

### Клубная
Николай Бредаль Якобсен воспитанник клуба ГОГ Гудме. Якобсен начинал профессиональную карьеру в клубе ГОГ Гудме. В 1997 году Николай Бредаль Якобсен перешёл в Bayer Dormagen. В 1998 году Якобсен перешёл в немецкий клуб «Киль». Выступая за «Киль», Якобсен выиграл чемпионат Германии 3 раза, кубок ЕГФ выиграл 2 раза. Якобсен, выступая за «Киль», во всех турнирах провёл 213 матчей и забросил 1346 мячей. 
В 2004 году Якобсен перешёл в датский клуб «Виборг». Якобсен закончил выступать за клуб «Виборг» в 2007 году. В 2009 году Якобсен выступал за датский клуб «Бьеррингбро-Силькеборг». 

### В сборной
Николай Бредаль Якобсен выступал за сборную Дании с 1991 года по 2003 год. Якобсен сыграл 148 матч и забросил 584 мяча.

## Тренерская карьера
Николай Бредаль Якобсен начинал тренерскую карьеру в 2004 году, в клубе «Виборг», как второй тренер. В 2007 году Якобсен стал вторым тренером датского клуба «Бьеррингбро-Силькеборг». В 2011 году Николай Бредаль Якобсен стал тренером датского клуба «Ольборг Хондбол». В 2013 году Якобсен привёл «Ольборг» к победе в чемпионате Дании. 
В 2014 году Якобсен стал тренером клуба «Райн-Неккар Лёвен». Николай Бредаль Якобсен дважды выиграл вместе с «Райн-Неккар Лёвен» чемпионат Германии в сезонах 2015/16 и 2016/17.
Был признан ИГФ мужским тренером 2021 года — привел сборную к титулу чемпиона мира-2021 и серебряным наградам Олимпийских игр в Токио.

## Титулы

### Как игрок
- Чемпион Дании: 1992, 1995, 1996
- Кубок Дании: 1991, 1992, 1995, 1996, 1997
- Чемпион Германии: 1999, 2000, 2002
- Кубок Германии: 1999, 2000
- Кубок ЕГФ: 2002, 2004

### Как тренер
- Чемпион Дании: 2013
- Вице-чемпион Германии: 2015
- Чемпион Германии: 2016, 2017
- Чемпион мира: 2019, 2021, 2023
- Серебряный призёр Чемпион Европы: 2024
- Бронзовый призёр Чемпион Европы: 2022
- Чемпион Олимпийских игр: 2024
- Серебряный призёр Олимпийских игр: 2020

### Личные
- Лучший датский гандболист года: 1993, 1999
- Тренер года ИГФ: 2021

## Статистика
| Сезон     | Клуб           | Лига       | Матчи | Голы   | Голы   | Голы  |
| Сезон     | Клуб           | Лига       | Матчи | С игры | 7-метр | Всего |
| --------- | -------------- | ---------- | ----- | ------ | ------ | ----- |
| 1997/98   | Bayer Dormagen | Бундеслига | 28    | 189    | 74     | 115   |
| 1998/99   | ГК Киль        | Бундеслига | 29    | 223    | 93     | 140   |
| 1999/2000 | ГК Киль        | Бундеслига | 31    | 216    | 95     | 121   |
| 2000/2001 | ГК Киль        | Бундеслига | 37    | 280    | 93     | 187   |
| 2001/02   | ГК Киль        | Бундеслига | 7     | 24     | 11     | 13    |
| 2002/03   | ГК Киль        | Бундеслига | 26    | 152    | 67     | 85    |
| 2003/04   | ГК Киль        | Бундеслига | 16    | 52     | 30     | 22    |